# Jeremy Pargo
Jeremy Raymon Pargo (* 7. März 1986 in Chicago, Illinois) ist ein US-amerikanischer Basketballspieler. Nach dem Studium in seinem Heimatland spielte Pargo als professioneller Spieler in Israel, bevor er nach zwei Landesmeisterschaften dort 2011 doch noch den Sprung in die am höchsten dotierte Profiliga NBA in seiner Heimat schaffte. Hier konnte er bei drei Vereinen in zwei Jahren sich jedoch nicht nachhaltig durchsetzen und kehrte über den russischen Meister ZSKA Moskau zur Saison 2014/15 zum israelischen Rekordmeister Maccabi Tel Aviv zurück. Jeremy ist der jüngere Bruder von NBA-Profi Jannero Pargo.

## Karriere
Nach dem Schulabschluss an der Robeson High School in seinem Geburtsort Chicago ging Pargo zum Studium an die Nordwestküste zur Gonzaga University nach Spokane, wo er für die Hochschulmannschaft Bulldogs in der West Coast Conference (WCC) der NCAA spielte. Für diese Mannschaft hatte zu seiner Zeit bereits John Stockton, Mitglied des originalen Dream Teams und der Naismith Memorial Basketball Hall of Fame, auf der gleichen Spielposition wie Pargo agiert. Als Junior konnte Pargo in seiner zweiten Spielzeit 2006/07 mit durchschnittlich 12,1 Punkte und 4,6 Assists pro Spiel sein Talent bereits nachweisen. Im Vorjahr noch Achtelfinalteilnehmer bei den Sweet Sixteen verloren die Bulldogs jedoch bereits ihr Auftaktspiel beim landesweiten NCAA-Endrundenturnier 2007 gegen die Hoosiers der Indiana University. Im Folgejahr 2008 verloren die Bulldogs erstmals nach vier Meisterschaften in Folge das Finale im Meisterschaftsturnier der WCC gegen die Toreros der University of San Diego, doch Pargo wurde zum WCC Player of the Year ernannt. Im NCAA-Endrundenturnier verlor man erneut in der ersten Runde gegen die Wildcats des Davidson College, so dass Pargo ein weiteres Jahr bei den Bulldogs blieb. Im WCC-Meisterschaftsturnier konnten sich die Bulldogs mit Pargo den Titel zurückholen und auch in der landesweiten Endrunde 2009 zog man wie drei Jahre zuvor in das Achtelfinale ein, das jedoch gegen die Tar Heels der University of North Carolina at Chapel Hill verloren ging. Im Entry Draft der am höchsten dotierten Profiliga NBA wurde Pargo, wie sein älterer Bruder Jannero sieben Jahre zuvor, 2009 jedoch nicht berücksichtigt.
Während sein Bruder Jannero über die NBA Summer League und die Trainingslager damals doch noch den Sprung in einen Kader eines NBA-Klubs geschafft hatte, gelang dies Jeremy Pargo bei den Orlando Magic und den Detroit Pistons nicht. Daraufhin wechselte er zur Saison 2009/10 nach Israel und schloss sich Hapoel Gilboa Galil aus dem galiläischen Nordbezirk an. Angeführt von Pargo, der 14,1 Punkte und 4,6 Assists pro Begegnung vorwies, bezwang der Außenseiter 2010 im Finale sensationell den Rekordmeister und Titelverteidiger Maccabi Electra aus Tel Aviv. Nach der Meisterschaft 1993, damals noch als Galil Elyon unter Trainer Pini Gershon, war dies der zweite Titelerfolg des Vereins. Trotz Engagements im Sommer 2010 bei den NBA-Klubs Charlotte Bobcats und Minnesota Timberwolves blieb Pargo schließlich erneut der Weg in einen Saisonkader eines NBA-Klubs versperrt, so dass er nach Israel zurückkehrte und vom entthronten Titelverteidiger Maccabi Tel Aviv verpflichtet wurde. Mit Tel Aviv spielte er auch das erste Mal im höchstrangigen europäischen Vereinswettbewerb EuroLeague. Die Mannschaft scheiterte erst im Finale an Panathinaikos Athen mit 70:78. Nach der Titelverteidigung im israelischen Pokalwettbewerb konnte Maccabi jedoch das israelische Double erringen und sich den Meisterschaftstitel, für Pargo den zweiten in Folge, zurückholen.
Trotz Vertragsverlängerung verwirklichte sich Pargo seinen Traum von der NBA, als er im Dezember 2011 unter Verletzung seines bestehenden Vertrags nach dem Ende des Lockouts zu den Memphis Grizzlies in die NBA wechselte. In 44 Saisoneinsätzen kam er jedoch nur auf eine Einsatzzeit von knapp zehn Minuten pro Spiel und kam in einem Spielertausch zur NBA 2012/13 zu den Cleveland Cavaliers, welche ihn nach 25 weiteren Einsätzen, in denen er knapp 18 Minuten auf dem Feld gestanden hatte, im Januar 2013 aus seinem Vertrag entließen. Zwei Wochen später wurde er vom Ligakonkurrenten Philadelphia 76ers verpflichtet, wo er nach weiteren 14 Einsätzen jedoch am 1. April 2013 erneut aus seinem Vertrag entlassen wurde. Pargo kehrte daraufhin nach Europa und unterschrieb frühzeitig Anfang Juni 2013 einen millionenschweren Vertrag beim russischen Serienmeister ZSKA Moskau in Russland. Im hochbesetzten Kader bekam Pargo jedoch überraschend wenig Spielzeit von Trainer Ettore Messina. Auch wenn ZSKA erneut die Meisterschaft in der regionaleuropäischen VTB United League gewinnen konnte, verlief die Saison insgesamt enttäuschend, als man beim Final-Four-Turnier der Euroleague das Halbfinale gegen den als Außenseiter gehandelten, späteren Titelgewinner Maccabi Tel Aviv verlor. Pargo wurde trotz des Vertragsbruchs drei Jahre zuvor von Maccabi zur Saison 2014/15 erneut verpflichtet.

## Erfolge
- Israelischer Meister: 2010, 2011
- Israelischer Pokalsieger: 2011
- EuroLeague MVP des Monats März 2011
- Sieger der VTB United League 2014